# Mark LeGree
(en) Statistiques sur pro-football-reference
Mark DeAndre' LeGree (né le 8 juillet 1989 à St. Helena Island) est un joueur américain de football américain. Il joue actuellement avec les Cardinals de l'Arizona.

## Enfance
LeGree naît sur l'île de St. Helena en Caroline du Sud mais déménage en Géorgie. Il étudie à la Pacelli High School de Columbus.

## Carrière

### Université
LeGree n'est recruté par aucune université. Cependant, l'université d'État d'Appalachian l'engage après qu'il a envoyé une vidéo de ses meilleurs actions au lycée. Il est nommé à deux reprises All-American et intercepte dix passes en 2008 et sept en 2009.

### Professionnel
Mark LeGree est sélectionné au cinquième tour du draft de la NFL de 2011 par les Seahawks de Seattle au 156e choix. Il joue les matchs de pré-saison avec Seattle mais il ne convainc pas et est libéré avant le début de la saison 2011. Il signe alors avec l'équipe d'entraînement des Cardinals de l'Arizona avant d'être libéré le 5 octobre.
Il doit attendre, un mois, le 15 novembre 2011, pour retrouver une équipe, celle des 49ers de San Francisco qui l'intègre à leur équipe d'entraînement. Il est remercié le 29 novembre. Le 13 décembre, il signe avec l'équipe d'entraînement des Jets de New York.
Le 23 janvier 2012, il revient chez les 49ers de San Francisco.